# Dryden Hunt
Dryden Hunt (né le 24 novembre 1995 à Cranbrook en Colombie-Britannique au Canada) est un joueur professionnel canadien de hockey sur glace. Il évolue au poste d'ailier gauche. 

## Biographie

### En club
Après avoir pris part au camp d'entraînement des Panthers de la Floride à l'aube de sa première saison chez les professionnels en 2016-2017, il est assigné aux Thunderbirds de Springfield, nouvelle équipe affiliée dans la LAH. Il conclut sa saison recrue avec une récolte de 31 points en 70 matchs. 
En 2017-2018, il est de nouveau assigné dans la LAH et poursuit son séjour avec les Thunderbirds. Après les 13 premiers matchs de son équipe, il est rappelé pour la première fois par les Panthers, le 9 novembre 2017. Le lendemain, le 10 novembre, il dispute son premier match en carrière dans la LNH face aux Sabres de Buffalo. 
À la fin de sa 4e saison dans l'organisation des Panthers, il devient agent libre avec restriction et ne reçoit pas d'offre qualificative de la part de la Floride. Il teste alors le marché des joueurs autonomes et signe un contrat de 1 an à deux volets avec les Coyotes de l'Arizona, le 10 octobre 2020.
Le 28 juillet 2021, il s'entend pour 2 ans avec les Rangers de New York comme agent libre.
Le 20 octobre 2022, il est réclamé au ballottage par l'Avalanche du Colorado. Après n'avoir compté qu'un seul but et aucune aide en 25 matchs avec l'Avalanche, il est échangé aux Maple Leafs de Toronto contre Denis Malgin le 19 décembre 2022.
Le 3 mars 2023, Hunt doit à nouveau changer d'adresse puisque les Leafs l'échangent aux Flames de Calgary contre l'attaquant Radim Zohorna.

## Statistiques

### En club
| Saison     | Équipe                      | Ligue      |     | Saison régulière | Saison régulière | Saison régulière | Saison régulière | Saison régulière |   | Séries éliminatoires | Séries éliminatoires | Séries éliminatoires | Séries éliminatoires | Séries éliminatoires |
| Saison     | Équipe                      | Ligue      | PJ  | B                | A                | Pts              | Pun              | PJ               | B | A                    | Pts                  | Pun                  |                      |                      |
| 2010-2011  | Smoke Eaters de Trail       | BCHL       | 4   | 0                | 0                | 0                | 0                | -                | - | -                    | -                    | -                    |                      |                      |
| 2011-2012  | Pats de Regina              | LHOu       | 62  | 5                | 5                | 10               | 28               | 3                | 0 | 0                    | 0                    | 2                    |                      |                      |
| 2012-2013  | Pats de Regina              | LHOu       | 2   | 0                | 0                | 0                | 0                | -                | - | -                    | -                    | -                    |                      |                      |
| 2013-2014  | Pats de Regina              | LHOu       | 62  | 21               | 19               | 40               | 64               | 4                | 4 | 1                    | 5                    | 4                    |                      |                      |
| 2014-2015  | Pats de Regina              | LHOu       | 37  | 14               | 33               | 47               | 32               | -                | - | -                    | -                    | -                    |                      |                      |
| 2014-2015  | Tigers de Medicine Hat      | LHOu       | 34  | 19               | 17               | 36               | 18               | 10               | 5 | 2                    | 7                    | 6                    |                      |                      |
| 2015-2016  | Warriors de Moose Jaw       | LHOu       | 72  | 58               | 58               | 116              | 48               | 10               | 7 | 9                    | 16                   | 8                    |                      |                      |
| 2016-2017  | Thunderbirds de Springfield | LAH        | 70  | 13               | 18               | 31               | 65               | -                | - | -                    | -                    | -                    |                      |                      |
| 2016-2017  | Monarchs de Manchester      | ECHL       | 2   | 2                | 0                | 2                | 0                | -                | - | -                    | -                    | -                    |                      |                      |
| 2017-2018  | Thunderbirds de Springfield | LAH        | 58  | 23               | 23               | 46               | 37               | -                | - | -                    | -                    | -                    |                      |                      |
| 2017-2018  | Panthers de la Floride      | LNH        | 11  | 0                | 1                | 1                | 2                | -                | - | -                    | -                    | -                    |                      |                      |
| 2018-2019  | Thunderbirds de Springfield | LAH        | 51  | 23               | 21               | 44               | 45               | -                | - | -                    | -                    | -                    |                      |                      |
| 2018-2019  | Panthers de la Floride      | LNH        | 31  | 3                | 7                | 10               | 8                | -                | - | -                    | -                    | -                    |                      |                      |
| 2019-2020  | Panthers de la Floride      | LNH        | 21  | 0                | 4                | 4                | 24               | 2                | 0 | 0                    | 0                    | 0                    |                      |                      |
| 2019-2020  | Thunderbirds de Springfield | LAH        | 35  | 13               | 16               | 29               | 22               | -                | - | -                    | -                    | -                    |                      |                      |
| 2020-2021  | Coyotes de l'Arizona        | LNH        | 26  | 3                | 5                | 8                | 4                | -                | - | -                    | -                    | -                    |                      |                      |
| 2021-2022  | Rangers de New York         | LNH        | 76  | 6                | 11               | 17               | 52               | 3                | 0 | 0                    | 0                    | 0                    |                      |                      |
| 2022-2023  | Rangers de New York         | LNH        | 3   | 1                | 0                | 1                | 2                | -                | - | -                    | -                    | -                    |                      |                      |
| 2022-2023  | Avalanche du Colorado       | LNH        | 25  | 1                | 0                | 1                | 13               | -                | - | -                    | -                    | -                    |                      |                      |
| 2022-2023  | Maple Leafs de Toronto      | LNH        | 9   | 1                | 0                | 1                | 9                | -                | - | -                    | -                    | -                    |                      |                      |
| 2022-2023  | Marlies de Toronto          | LAH        | 15  | 4                | 5                | 9                | 10               | -                | - | -                    | -                    | -                    |                      |                      |
| 2022-2023  | Wranglers de Calgary        | LAH        | 17  | 5                | 10               | 15               | 18               | 9                | 3 | 3                    | 6                    | 16                   |                      |                      |
| 2023-2024  | Flames de Calgary           | LNH        | 28  | 3                | 5                | 8                | 7                | -                | - | -                    | -                    | -                    |                      |                      |
| 2023-2024  | Wranglers de Calgary        | LAH        | 23  | 7                | 15               | 22               | 19               | -                | - | -                    | -                    | -                    |                      |                      |
| Totaux LNH | Totaux LNH                  | Totaux LNH | 230 | 18               | 33               | 51               | 121              | 5                | 0 | 0                    | 0                    | 0                    |                      |                      |

## Trophées et honneurs personnels

### LHOu
- 2015-2016 : 
  - nommé dans la première équipe d'étoiles de la Conférence Est
  - meilleur buteur (58 buts)
  - joueur de l'année